# Ткаченко, Орест Борисович
Оре́ст Бори́сович Ткаче́нко (10 декабря 1925 — 8 ноября 2021) — советский и украинский лингвист. Доктор филологических наук (1982), профессор (1992). Член-корреспондент Национальной академии наук Украины (1995).

## Биография
Родился 10 декабря 1925 года в Харькове, в семье языковеда и переводчика Бориса Ткаченко (1899—1937), репрессированного в годы Большого террора, и Ольги Ткаченко (в девичестве — Косолаповой). В 1927 году они развелись, в 1935 году мать вышла замуж во второй раз, за инженера-монтажника Владимира Ленского.
Из-за частых переездов родителей вынужден был сменить восемь школ. В 1941—1943 годах вместе с родителями был в эвакуации в Свердловской области.
В 1945 году окончил среднюю школу, в том же году поступил на украинское отделение филологического факультета Харьковского университета, где проучился до осени 1947 года. В 1950 году окончил Киевский государственный университет им. Т. Г. Шевченко. В 1950—1953 годах учился в аспирантуре Института языкознания им. А. А. Потебни по специальности «славянское языкознание», где и работал в дальнейшем. В 1991—1996 годах заведовал отделом языков Украины, в 1997—2015 годах — отделом общего языкознания. В 2016—2021 годах — почетный заведующий отделом общего языкознания.
Исследовал проблемы исторической типологии языков, этимологии, социолингвистики, интерлингвистики, теории субстрата и языковых контактов, эколингвистики.
Разработал оригинальную социолингвистическую классификацию языков, учитывающую их распространенность и практическое значение. На обширном историко-лингвистическом материале выяснил причины и последствия гибели языков, проанализировал случаи их возрождения, выделил факторы языковой устойчивости, сформулировал рекомендации по укреплению позиций украинского языка в обществе.
Скончался 8 ноября 2021 года в Киеве. Похоронен на Байковом кладбище.

### Монографии
- «Вступ до порівняльно-історичного вивчення слов’янських мов» (1966; соавт.).
- «Исследования по серболужицким языкам» (1970; соавт.).
- «Філософські питання мовознавства» (1970; соавт.).
- «Сопоставительно-историческая фразеология славянских и финно-угорских языков» (1979)
- «Современное зарубежное языкознание: Вопросы теории и методологии» (1970; соавт.).
- «Мерянский язык» (1985).
- «Историческая типология славянских языков: Фонетика, словообразование, лексика и фразеология» (1986; соавт.).
- «Очерки теории языкового субстрата» (1989).
- «По следам исчезнувших языков. Сопоставительно-историческая (историко-типологическая) фразеология славянских и финно-угорских языков» (2002).
- «Письма далёкого друга. Васолъялгань сёрмат» (2004).
- «Українська мова і мовне життя світу» (2004).
- «Інститут мовознавства ім. О. О. Потебні НАН України — 75. 1930—2005: Матеріали до історії» (2005; соавт.).
- «Мова і національна ментальність» (2006).
- «Мова і мовознавство в духовному житті суспільства» (2007; соавт.)
- «Історична типологія слов’янських мов» (Ч. 2; 2008; соавт.)
- «Исследования по мерянскому языку» (2007)
- «Українська мова: сьогодення й історична перспектива» (2014).

### Словари и энциклопедии
- «Slovník slovanské lingvistické terminologie» (в 2 т.; 1977—1979; сосоставитель).
- «Етимологічний словник української мови» (в 7 т.; издается з 1982; сосоставитель и соредактор).
- «Українська мова: Енциклопедія» (2000, 3-е изд. — 2007; соавтор, член редколлегии).

### Статьи
- Українська фонетика на історико-типологічному тлі // Мовознавство. — 1998. — № 2-3. — С. 14-25.
- Чи можуть бути в Україні дві загальнодержавні мови? // Мовознавство. — 1999. — № 4-5. — С. 3-9.
- Олександр Савич Мельничук як людина і вчений (1921—1997) // Мовознавство. — 2001. — № 6. — С. 4-7.
- Питання походження т. зв. «Вересової книги» (спроба формально-змістового аналізу) // Українська мова. — 2001. — № 1. — С. 47-54.
- До соціолінгвістичної класифікації мов у її слов’янській специфіці і динаміці // Мовознавство. — 2005. — № 3-4. — С. 63-68.
- Про повноту й неповноту мов і деякі інші суміжні явища // Мовознавство. — 2006. — № 2-3. — С. 12-18.
- До ідеологічних основ української нації і української мови // Мовознавство. — 2010. — № 2-3. — С. 49-54.
- Враження минулого // Мовознавство. — 2010. — № 4-5. — С. 66-76.
- Українська мова як державна у труднощах її становлення // Мовознавство. — 2010. — № 6. — С. 3-10.
- Староукраїнська мова як цілісна традиція і причини її занепаду // Життя у слові: Зб. наук. праць на пошану акад. В. М. Русанівського. — К.: Видавн. дім Д. Бураго, 2011. — С. 119—138.
- Проблема життєвості мов // Академік Олександр Савич Мельничук і сучасне мовознавство: Зб. наук. праць. — К.: Видавн. дім Д. Бураго, 2012. — С. 204—210.
- До проблеми української правописної реформи // Мовознавство. — 2012. — № 1. — С. 13-17.